# 王商 (元城)
王 商（おう しょう、? - 紀元前11年2月2日）は、前漢後期の人物。字は子夏。魏郡元城県委粟里の出身。
王禁の子で、成帝の生母の皇太后王氏（王政君）、及び成帝の執政（大将軍）となった王鳳の異母弟。河平2年（紀元前27年）に兄弟4人（王譚・王立・王根・王逢時）と共に列侯（成都侯）に封ぜられ、「五侯」と呼ばれた。
王鳳が権力を握る中、王商たち兄弟は奢侈を競い、天子の制度を擬するほどであった。一方でそれぞれ士を養った。
王鳳死後、従兄弟の王音が執政を継いだ後、成帝は王商の屋敷を訪問した際に王商が城壁に穴を開けて屋敷に水を引いていることを知り、また更に王根が天子の宮殿である白虎殿に擬した庭園を造っているのをお忍びで城下に出たときに知って激怒した。王商・王根は自ら刺青や鼻削ぎの刑をして皇太后王氏に謝罪しようとしたが、それを知った成帝は更に怒り、二人を誅殺しようとした。王商らは斧を背負って皇帝に謝罪し、なんとか誅殺を免れた。
王譚が死ぬと、成帝は王譚（王商の兄）が執政にならずに死んだことを悔やみ、王商を位特進とし、城門の兵を指揮させ、幕府を開かせた。永始2年（紀元前15年）、王音が死ぬと、王商が代わって大司馬・衛将軍となり、城門の兵は王立が引き継いだ。
王商は永始4年（紀元前13年）に病気を理由に一旦引退したが、元延元年（紀元前12年）に復帰し、その年に大将軍に昇進するが直後に死亡した。景成侯と諡された。成都侯は子の王況が継いだ。
王況は後に罪があり侯を失うが、その弟の王邑が成都侯を継いだ。王邑は王莽の元で働いた。